# Salamandra infraimmaculata

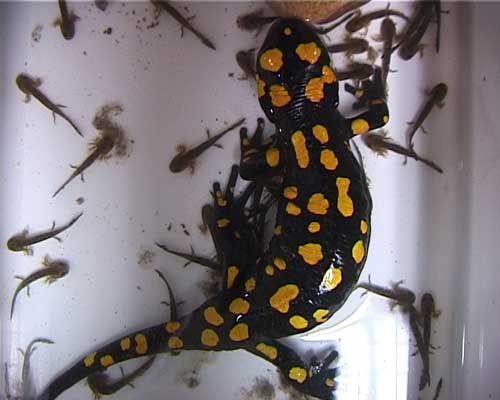
Samica i kijanki

Salamandra infraimmaculata – gatunek płaza ogoniastego z rodziny salamandrowatych żyjący na Bliskim Wschodzie.

## Systematyka
Uważa się, że osobniki zajmujące wschodnią część zasięgu występowania mogą w rzeczywistości stanowić oddzielny gatunek Salamandra semenovi.

## Tryb życia

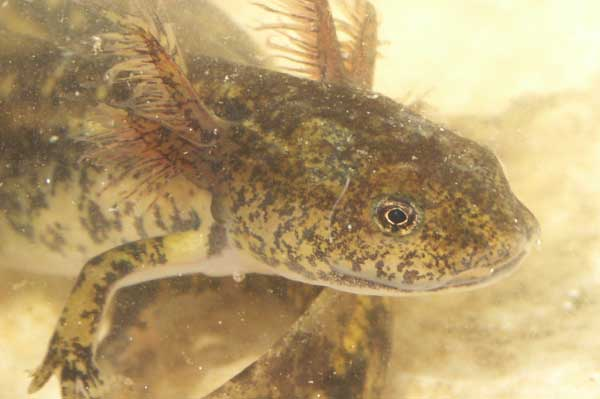
Głowa larwy (kijanki)

Na żer wychodzi nocą, w dzień tylko w czasie wilgotnej pogody.
Pora rozrodu przypada na zimę i wczesną wiosnę. Salamandry te żyją wtedy w zbiornikach wodnych – strumieniach o wolnym nurcie.
Na świat wydawane są larwy posiadające skrzela. Przechodzą one metamorfozę, by stać się dorosłymi płazami.

## Rozmieszczenie geograficzne
Płaz ten żyje na Bliskim Wschodzie. W Turcji zajmuje część Anatolii, dokładniej zaś jej wschodnie i południowo-wschodnie rejony. W Iranie występuje na północnym zachodzie kraju, w Iraku natomiast na północy. W Izraelu spotyka się ją również na północy kraju, mianowicie na Górze Karmel, w okolicy Tel Dan oraz w górnej i zachodniej Galilei. Zamieszkuje też Liban i zachodnią Syrię.

## Siedlisko
Zajmuje rozmaite środowiska lądowe zależnie od miejsca. W Iranie zasiedla rzadkie, suche lasy korkowe, podczas gdy w Turcji i Libanie nie oddala się zbytnio od wody, zamieszkuje lasy wilgotne i gaje, zwłaszcza w regionach górzystych. Może w nich znaleźć kryjówki, chowając się pod liśćmi, korzeniami, kamieniami.
Osobniki tego gatunku znajdywano też w okolicy zbiorników wodnych stojących oraz wiosennych strumieni o niezbyt szybkim nurcie.

## Zagrożenia i ochrona
Sytuacja płaza wygląda różnie w różnych krajach zasięgu jego występowania. Jest on szeroko rozpowszechniony w Libanie, jednakże nie stwierdza się, by występował tam w dużej ilości. Z kolei populacje izraelskie są niewielkie, ale stabilne, podczas gdy całkowita liczebność gatunku ulega spadkowi. Jednakże w obu krajach S. infraimmaculata jest zagrożona wyginięciem, być może również w Syrii. W Iranie i Turcji jest to rzadka salamandra.
Wśród głównych zagrożeń dla gatunku IUCN wymienia:
- rozwój infrastruktury (Izrael, Liban, być może Syria)
- skażenie wód (Turcja), w tym pestycydami (Izrael, Liban, być może Syria)
- wprowadzone do środowiska ryby (Liban)
- śmierć na drogach (Izrael, wschodnia Turcja)
- tamy na strumieniach (Turcja)
- gwałtowny pozysk wód gruntowych na potrzeby rolnictwa (Turcja)
- fragmentacja środowiska (cały zasięg występowania)
- odłów w celu hodowli jako zwierzęcia domowego

Organizacja ta dostrzega potrzebę prowadzenia dalszych prac terenowych w celu dokładniejszego poznania gatunku.
Zwierzę zamieszkuje obszary chronione: Mount Hermon, Mount Carmel i Tel Dan Natur w Izraelu, Arz El-Shouf, Horj Ehden i Ammiq Marshes w Libanie, zajmuje też kilka obszarów podległych ochronie w Turcji. W Izraelu podlega ochronie prawnej jako gatunek. W tym kraju tworzy się również miejsca rozrodu w obrębie terenu chronionego góry Karmel.